# Isle of Man TT

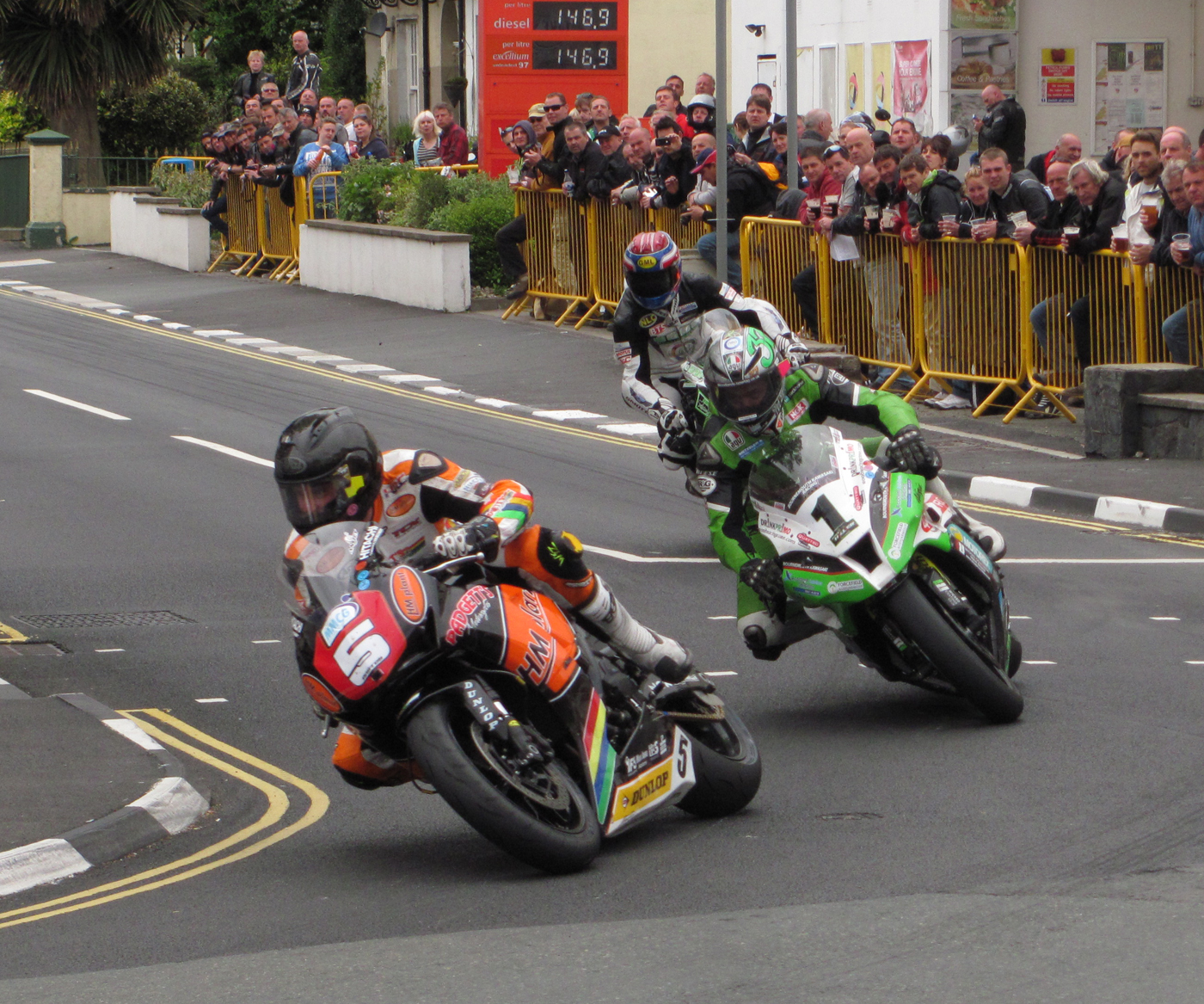

Isle of Man TT là một giải đua mô tô trên đảo Isle of Man đã bắt đầu từ năm 1907, được công nhận là "giải đua mô tô hấp dẫn nhất trên thế giới" và đến nay vẫn tiếp tục được tổ chức thường niên. Cuộc đua Isle of Man TT nổi tiếng chủ yếu vì tốc độ trung bình của các tay đua thường ở mức rất cao: từ 200 đến 300 km/h.
Tay đua Yoshinari Matsushita người Nhật Bản, năm nay 43 tuổi, là nạn nhân mới nhất tử nạn tại vòng loại giải Isle of Man TT 2013, và là tay đua thứ 240 mất mạng tại Mountain Course, nơi diễn ra cuộc đua có tốc độ bậc nhất thế giới, nguy hiểm hơn cả MotoGP.